# 吉浦站
吉浦站（日语：／ Yoshiura eki */?）是位於廣島縣吳市吉浦本町一丁目1番1號，西日本旅客鐵道（JR西日本）的吳線車站。車站編號為JR-Y12。

## 歷史

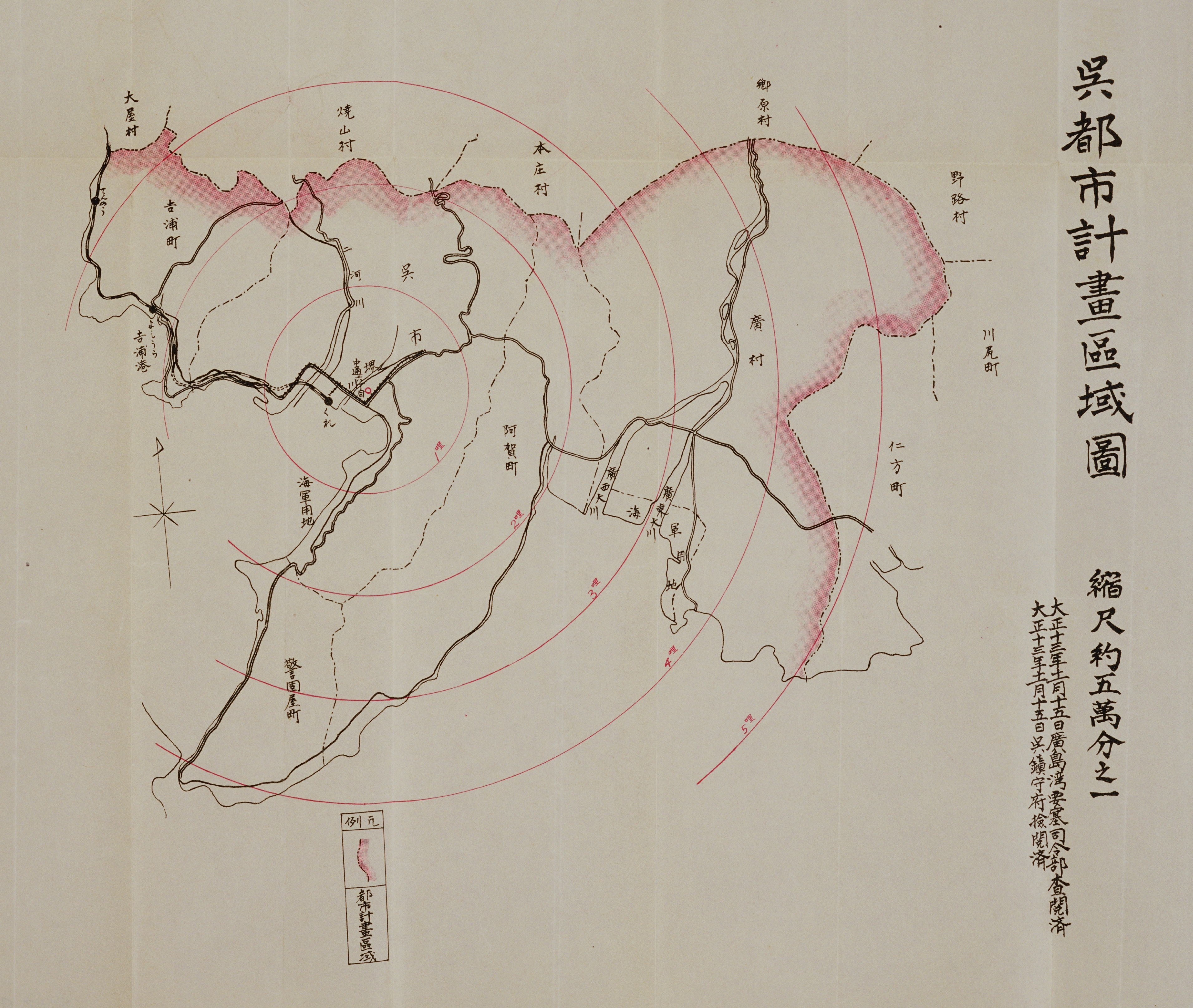
1924年都市計劃圖

- 1901年（明治34年）5月 - 隨著現時吳線開始建設，預計在此地建設車站，當時吉浦村外者計劃以每坪30至45日圓購入土地。但是吉浦村否決了。
- 1903年（明治36年）12月27日 - 官設鐵道海田市站至吳站之間開業，此站啟用。從海田市站於早上10時出發的上行列車在10時45分到時吉浦站，吉浦村民與小學約100人手持國旗歡迎列車到達。
- 1904年（明治37年）12月1日 - 路線租借給山陽鐵道，成為山陽鐵道車站。
- 1906年（明治39年）12月1日 - 隨著山陽鐵道被國有化（日语：鉄道国有法），再次成為官設鐵道車站。
- 1909年（明治42年）10月12日 - 制定路線名稱，成為吳線車站。
- 1910年（明治43年）10月21日 - 車站大樓（第二代）開始使用，設置了候車室和廁所。
- 1911年（明治44年）
  - 4月 - 隨著吉浦站內進行擴展，鐵道廳向經營廣島紡織公司的海塚八郎所擁有土地（車站附近土地）購入1000坪。
  - 6月2日 - 隨著貨物起卸量增加，車站敷設了貨物專用線。
  - 10月1日 - 車站加設電燈。
- 1919年（大正8年）1月 - 隨著貨物起卸量增加，進行了填海工程，並延長貨物線。在此站的主要貨物為軍需品和煤炭。
- 1924年（大正13年）11月11日 - 車站加設煤炭起卸線和10噸的電動起重機，該起重機來自宇品。
- 1926年（大正15年）12月2日 - 月台上加設跨線橋，工程費為8萬200日圓。
- 1929年（昭和4年）5月 - 車站後方設有港口棧橋（吉浦港），由於有許多乘客和貨物來往此站與港口，因此向門司鐵道局請願要求建設地下通道連接兩地。
- 1946年（昭和21年）2月1日 - 現時的車站大樓建成。
- 1984年（昭和59年）1月21日 - 終止貨物起卸業務。
- 1987年（昭和62年）4月1日 - 伴隨國鐵分割民營化，車站由西日本旅客鐵道（JR西日本）營運。
- 1992年（平成4年）11月1日 - 開設綠色窗口。[1]
- 2003年（平成15年）4月1日 - 此站變為業務委託車站，委托JR西日本廣島Maintec（日语：JR西日本広島メンテック）負責車站業務。
- 2004年（平成16年）10月16日 - 實施時間表修正，此站設有2架快速安藝路快車進行列車交會。
- 2006年（平成18年）3月18日 - 實施時間表修正，快速安藝路快車的列車交會站改為狩留賀濱站。
- 2007年（平成19年）
  - 6月16日 - 車站內設置了可支援ICOCA的簡易IC卡閘機。
  - 9月1日 - 此站開始可以使用IC卡「ICOCA」。
  - 10月1日 - 綠色窗口的營業時間變更。平日與假日的營業時間不同，引入中途休息時段。[2]
- 2012年（平成24年）
  - 2月 - 島式月台的上行線側（靠近車站大樓一方的不能上落月台）設置柵欄。
  - 3月17日 - 成為快速安藝路快車停車站。
- 2018年（平成30年）
  - 7月6日 - 發生雨災使車站暫停營業。
  - 9月9日 - 廣站至坂站之間重開[注 1][4]。

## 車站構造

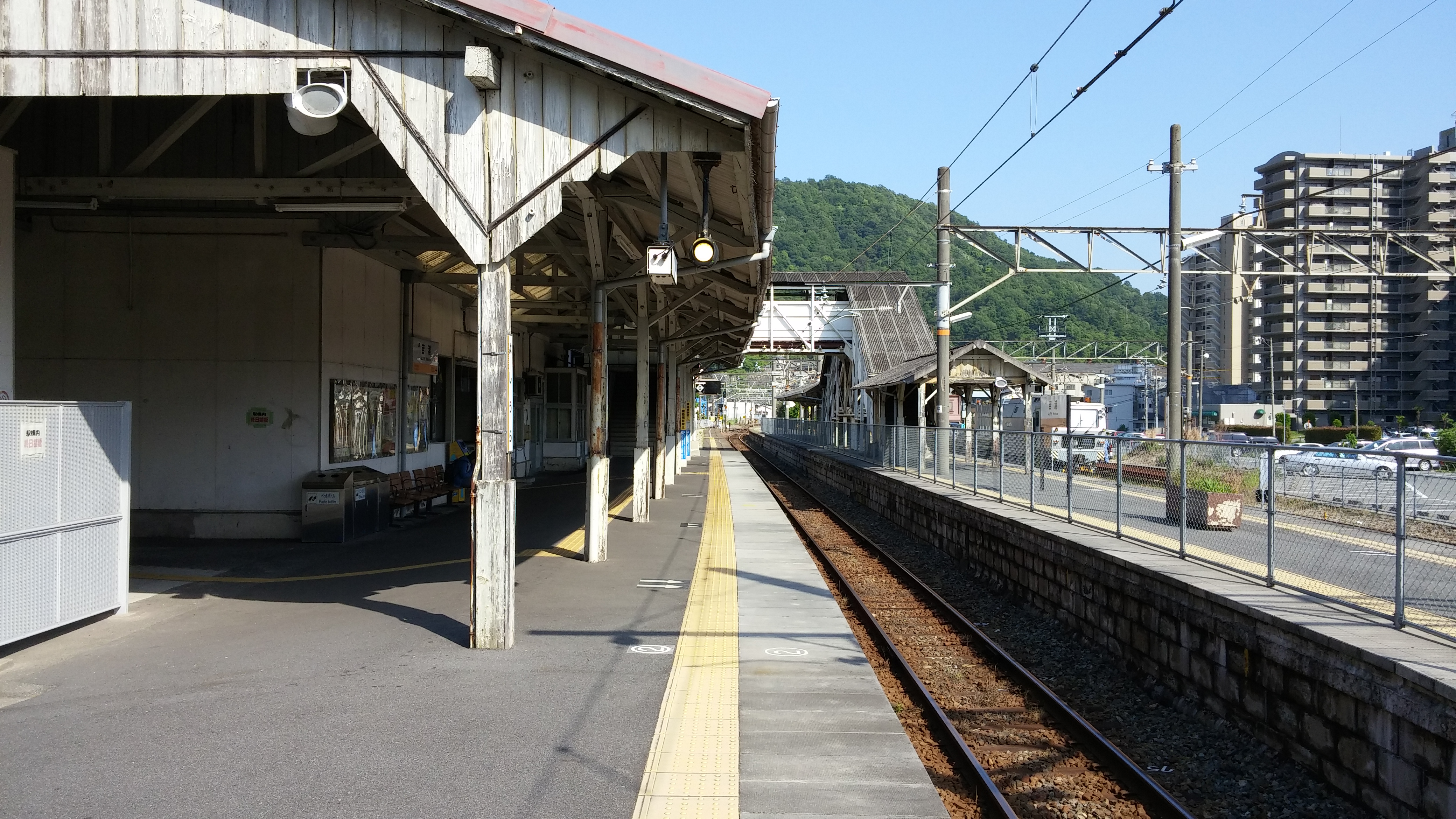
月台（2015年5月13日）

車站是一座地面車站，設有2面2線的混合式月台，可進行列車交會。車站大樓位於吳方向的月台側，兩月台之間設有跨線橋。
此站是由吳站管理的業務委託車站，委托JR西日本廣島Maintec負責車站業務。車站內設有綠色窗口。

### 月台
| 月台 | 路線 | 上下行 | 方向             |
| ---- | ---- | ------ | ---------------- |
| 1    | 吳線 | 上行   | 吳、竹原方向     |
| 2    | 吳線 | 下行   | 海田市、廣島方向 |

### 特徴
在單式月台（車站大樓一方）與島式月台之間是1號月台，島式月台外側是2號月台。當中，1號月台可於單式月台和島式月台兩處上落。但是，實際上只可在單式月台上落，而不能上落的島式月台一方在2012年起加設柵欄。在2號月台對出設有1條側線，用作停泊維修車輛之用。現時該側線於吳方向設有止衝擋，但是曾經該側線可匯合2號月台吳方向。在側線外側，現時為停車場，曾經是設有數條貨物用側線。在此站西南方位置設有海上自衛隊吳造修補給所油庫的專用線（引込線）。該專用線在此站終止貨物起卸業務後，撤走大部分路軌。
車站閘口內外均設有廁所，閘口外是男女分開的廁所，閘口內是男女共用的廁所，均為旱廁。在2011年6月廁所變為男女分開的濕廁，而閘外的廁所已經關閉，只可使用閘內廁所。

## 使用狀況
以下為1日平均乘車人次：
| 年度               | 1日平均 乘車人次 |
| ------------------ | ---------------- |
| 1999年（平成11年） | 1,631            |
| 2000年（平成12年） | 1,592            |
| 2001年（平成13年） | 1,527            |
| 2002年（平成14年） | 1,470            |
| 2003年（平成15年） | 1,450            |
| 2004年（平成16年） | 1,479            |
| 2005年（平成17年） | 1,481            |
| 2006年（平成18年） | 1,472            |
| 2007年（平成19年） | 1,489            |
| 2008年（平成20年） | 1,457            |
| 2009年（平成21年） | 1,422            |
| 2010年（平成22年） | 1,432            |
| 2011年（平成23年） | 1,440            |
| 2012年（平成24年） | 1,462            |
| 2013年（平成25年） | 1,437            |
| 2014年（平成26年） | 1,393            |
| 2015年（平成27年） | 1,403            |
| 2016年（平成28年） | 1,363            |
| 2017年（平成29年） | 1,345            |
| 2018年（平成30年） | 1,175            |

## 車站周邊
- 國道31號
- MaxValu（日语：ピュアークック）吉浦店
- 吳港
- 海上自衛隊吳造修補給所（日语：呉基地）油庫（舊稱：海上自衛隊吳補給所油庫、海上自衛隊吉浦油庫、通稱：吉浦補給所）
- 吳市立吉浦小學
- 吳市政廳吉浦出張所
- 廣電巴士（日语：広電バス）「吉浦站前」巴士站[注 2]

## 相鄰車站
西日本旅客鐵道（JR西日本）
 吳線
■快速「通勤快車」
通過
■快速「安藝路快車」
吳（JR-Y14）－吉浦（JR-Y12）－坂（JR-Y06）
■普通
川原石（JR-Y13）－吉浦（JR-Y12）－狩留賀濱（JR-Y11）

## 注腳

## 外部連結
- 吉浦｜車站資訊：JR出門網 - 西日本旅客鐵道（日語）